# Packington (Leicestershire)
Packington est une paroisse civile et un village du Leicestershire, en Angleterre.